# Henrik Magnus Buddenbrock

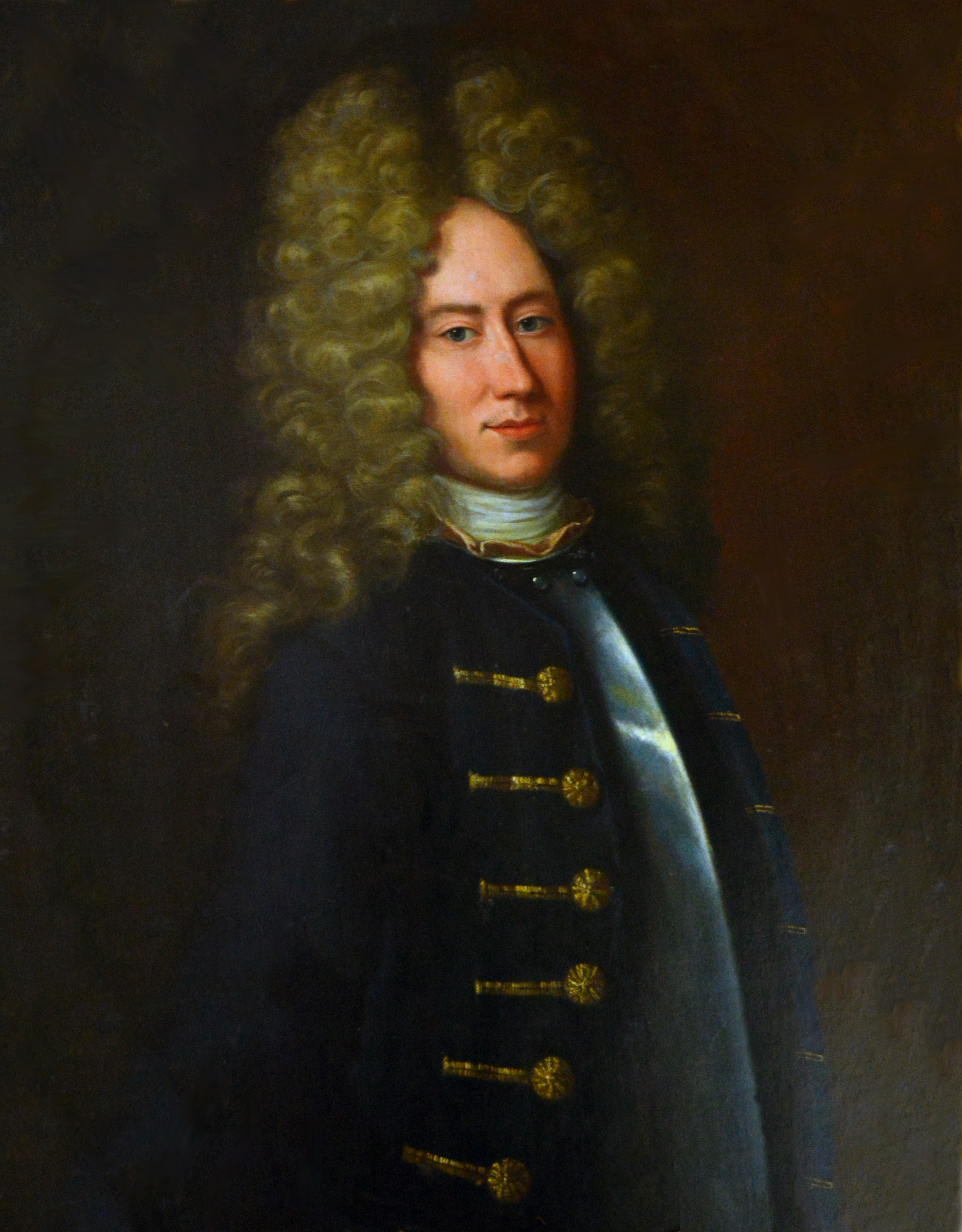
Henrik Magnus von Buddenbrock

Baron Henrik Magnus Buddenbrock [ˈbʊdnˌbʁoːk] (auch Friherre Hindrich Magnus von Buddenbrock; * 22. Juli 1685 in Livland; † 16. Juli 1743 in Stockholm) war ein königlich-schwedischer Generalleutnant.
1743 wurde er wegen der verlorenen Schlacht bei Villmanstrand zum Tode verurteilt und enthauptet.

## Leben

### Militärische Karriere

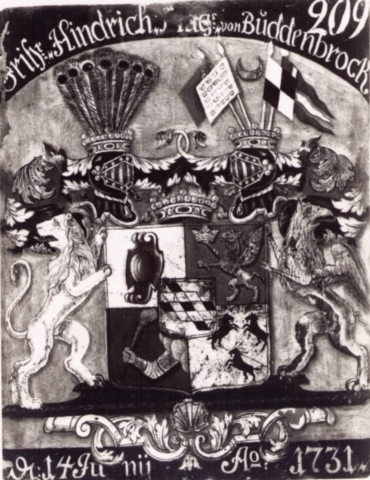
Wappen des Henrik („Hindrich“) Magnus von Buddenbrock anlässlich seiner Introduzierung auf dem Ritterhaus Stockholm bei der Freiherrenklasse am 14. Juni 1731 unter Nr. 209

Henrik Magnus Buddenbrock war Angehöriger des Adelsgeschlechts der von Buddenbrock. Sein Vater war der königlich schwedische Oberstleutnant, livländische Landrat und Wendenscher Oberkirchenvorsteher, Heinrich Gotthard von Buddenbrock (* 1648; † 1727), Erbherr auf Essenhof, Fehren, Kaipen, Öselshof und Lindenhof in Livland, seine Mutter war Charlotte von Cronmann, sein Bruder Caspar Friedrich von Buddenbrock.
Er stand als Offizier in schwedischen Diensten, wurde 1711 Kapitän der Leibgarde, 1715 als Grenadiermajor, 1721 Generalmajor, 1731 in den schwedischen Freiherrenstand erhoben (Matrikel-Nr. 209) und 1739 Generalleutnant der Infanterie. Als solcher wurde er 1741 unter dem Grafen Löwenhaupt (Lewenhaupt) Truppenkommandeur in Finnland im Krieg gegen Russland.
Am 23. Augustjul. / 3. September 1741greg. griffen russische Truppen die seit langer Zeit heftig umkämpften Grenzfestung Villmanstrand in Südkarelien an. Der schwedische General Karl Henrik Wrangel wurde vernichtend geschlagen, noch bevor Lewenhaupt bei der Armee anlangte und Buddenbrock, der mit seinen Truppen nur sechs Meilen entfernt stand, ihm zu Hilfe kommen konnte.

### Prozess und Hinrichtung
Da der Russisch-Schwedische Krieg für Schweden ungünstig verlief, wurde der unglückliche Verlauf der Schlacht von den Reichsständen den beiden Generalen, Lewenhaupt und Buddenbrock, angelastet. Im August 1742 wurden sie aus Finnland abberufen und sofort nach ihrer Rückkehr durch den Vizeadmiral Ritterstolpe verhaftet. Buddenbrock wurde in der Nacht des 28. September nach Stockholm gebracht, dort inhaftiert und streng bewacht. Zur Untersuchung der beiden Fälle wurde ein Kriegsgericht unter dem Vorsitz des Generalfeldmarschalls Hamilton einberufen, das am 8. Oktober seine Arbeit aufnahm. Ankläger war der Justizkanzler Silverschildt, der gegen beide Generale eine umfangreiche Anklageschrift einreichte, worüber sie am 19. Oktober zum ersten Mal vernommen wurden. Den Angeklagten wurden einige Advokaten aus dem königlichen Hofgericht als Verteidiger beigegeben. Buddenbrock wurde u. a. vorgeworfen, seine Truppen, obwohl er Befehl dazu hatte, nicht rechtzeitig zusammengezogen zu haben und mit ihnen über die russische Grenze gegangen zu sein, um dort den Feind anzugreifen. Außerdem soll er dem Generalmajor Wrangel bei Villmanstrand nicht rechtzeitig zu Hilfe gekommen sein.
Buddenbrock verteidigte sich so gut, dass er, wäre es allein nach dem Adelsstand gegangen, mit dem Leben davongekommen wäre. Die anderen Stände, vor allem der Bauernstand, waren aber so erbittert, dass sie ein Opfer forderten. Am 26. Mai 1743 wurde er in das Gefängnis im Stadthaus von Södermalm gebracht und am 29. Mai wurde das auf 13 Bogen abgefasste Urteil von der Kommission der Reichsstände in Anwesenheit einer großen Menschenmenge öffentlich verkündet. Es lautete auf Verlust der Ehre, Einziehung der Güter und Enthauptung mit dem Beil. Buddenbrock selbst war bei der Urteilsverkündung wegen ärztlich attestierter Unpässlichkeit nicht anwesend. Obwohl Buddenbrock in einer umfangreichen Denkschrift seine Verdienste für das Reich ausführlich dargestellt hatte und seine Familie um sein Leben gebeten hatte, wurde das Urteil am folgenden Tag von den Reichsständen bestätigt. Auch das Gesuch um die Gnade, arkebusiert oder mit dem Schwert hingerichtet zu werden, wurde abgelehnt.
Am 16. Juli 1743 wurde General Freiherr von Buddenbrock in Stockholm hingerichtet. Seine Frau, Magdalena Elisabeth Rahm, und die vier gemeinsamen Kinder verließen Schweden und begaben sich nach Holland.

## Familie
Mit seiner Frau Magdalena Elisabeth Rahm, einer Tochter des holländischen Oberst Rahm von Hagedorn, hatte er folgende Kinder:
- Magdalena Elisabeth (1717–1768) ⚭ Carl Magnus von Buddenbrock († 1778)
- Friedrich Magnus (1719–um 1785)
- Ulrike Dorothea (1721–1788) ⚭ 1743 Isaac Tham (1717–1773)
- Carl Heinrich von Buddenbrock (1725–1745), gefallen als Leutnant in der Schlacht bei Fontenoy nahe Tournai